# Гревцов Іван Георгійович
І́ван Гео́ргійович Гревцо́в (нар. 10 вересня 1940, Гомель — пом. 10 травня 2001, Ялта) — білоруський і український співак (тенор), заслужений артист УРСР (1984).

## Життєпис
1966 — закінчив Гомельське музичне училище.
1966—1967 — артист Державного народного хору у Мінську.
1967 — соліст Чернігівської філармонії.
1967—1968 — соліст народної опери при Ялтинському клубі медичних працівників.
1968—2001 — соліст Кримської філармонії (Ялтинське відділення).
В його репертуарі — твори світової класики, романси і народні пісні.

## Визнання
- 1983 — Лауреат Всеукраїнського конкурсу камерних виконавців «Золота осінь» (Київ, 3-я премія)
- 1984 — Заслужений артист УРСР

## Родина
Доужина — Мері Гревцова (Вихрова) (нар. 1946), співачка (сопрано) і педагогиня, заслужена артистка УРСР.
Донька — Лілія Гревцова (нар. 1974), солістка Національного академічного театру опери та балету України імені Тараса Шевченка, народна артистка України (2016).